# St.-Marien-Kirche (Berlin-Heiligensee)

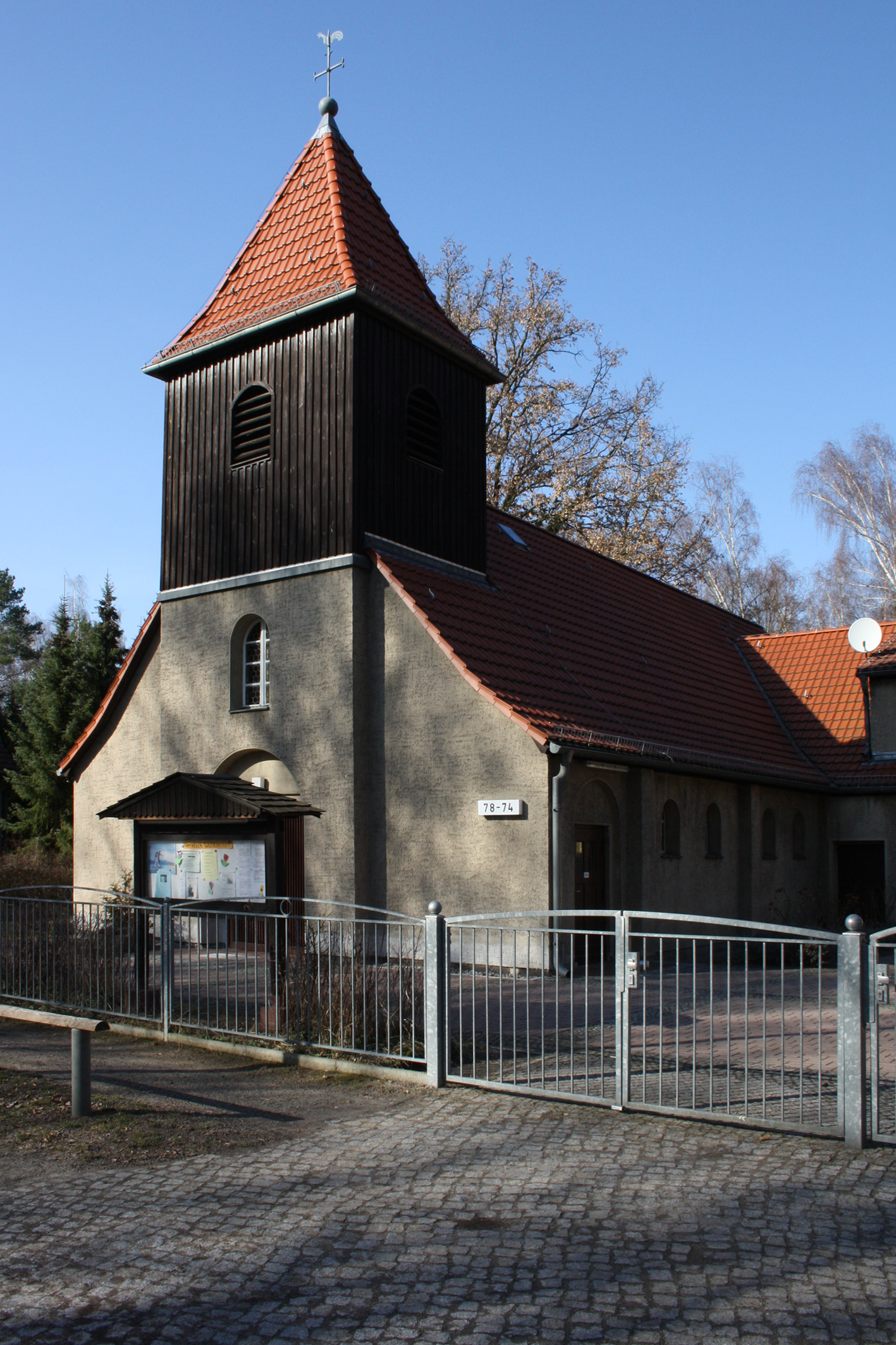
St. Marien

Die katholische Kirche St. Marien (Maternitas Beatae Mariae Virginis) in der Schulzendorfer Straße 74–78 im Berliner Ortsteil Heiligensee des Bezirks Reinickendorf entstand nach einem Entwurf von Carl Kühn im Baustil der Heimatschutzarchitektur. Sie wurde am 13. Dezember 1936 der Jungfrauengeburt Mariens geweiht.

## Geschichte
Mit der deutschen Reichsgründung 1870 kam es zu einem Anwachsen der Bevölkerung in den Villenkolonien Konradshöhe und Tegelort. 1893 verbesserten die Haltepunkte Heiligensee und Schulzendorf an der Kremmener Bahn die Verkehrsanbindung, ebenso die Einrichtung einer elektrischen Straßenbahn nach Tegel. Die Zahl der Einwohner stieg bis Ende des Ersten Weltkriegs auf über 2000 an. Ein Großteil der hinzuziehenden Neubürger Heiligensees stellte die Belegschaft der Tegeler Borsig-Werke, die aus allen Teilen Deutschlands kam, auch aus katholischen Gegenden. Die Betreuung der Heiligenseer Katholiken erfolgt von der Pfarrei der Tegeler Herz-Jesu-Kirche. Um 1930 riefen sie zur Bildung einer eigenen Gemeinde auf, so kam es zum Bau der kleinen Kirche. 1938 wurde St. Marien zunächst Kuratie. Die Kirche wurde im Zweiten Weltkrieg nur wenig beschädigt, aber Teile der Ausstattung gingen durch Plünderung verloren. 1951 begannen Gemeindemitglieder in Selbsthilfe einen Anbau an die Kirche für einen Gemeindesaal und Nebenräume zu errichten, 1956 wurde das Dachgeschoss zur Wohnung für den Pfarrer ausgebaut. Am 1. Juli 1954 wurde die Kuratie zur Pfarrei erhoben und am 1. Juli 2004 wurden die Pfarreien Herz Jesu, St. Joseph und St. Marien zur Pfarrei Herz Jesu fusioniert.
Das Gemeindezentrum wurde seit 1991 erweitert, am 6. Juni 1993 wurde es eingeweiht. Letztmals wurde der Kircheninnenraum 2009 umgestaltet, die Altarweihe nahm am 5. September Georg Kardinal Sterzinsky vor.

## Baubeschreibung
Die rechteckige Saalkirche in der Art einer märkischen Dorfkirche ist ein verputzter Mauerwerksbau.
Das Portal in der Fassade ist rundbogig. Das Kirchenschiff ist außen wie innen durch Pilaster in fünf Joche gegliedert und trägt ein hölzernes Tonnengewölbe, allerdings nicht mit rundbogigem Querschnitt, sondern wie ein Mansarddach, dessen Dachfirst abgeplattet ist. In den Seitenwänden sitzen beidseitig je Joch zwei kleine Rundbogenfenster. Der Altarbereich in der Breite des Kirchenschiffes nimmt fast ein Joch ein.
Die Kirche bekam 1967 eine Orgel.
Seit 1971 erfuhr die Kirche im Inneren immer wieder eine liturgische und künstlerische Umgestaltung. Die Wand hinter dem Altar wurde mit einem Sgraffito geschmückt, dann wurde es wieder entfernt und durch ein Marienbildnis als Kopie einer Ikone ersetzt. Inzwischen ist sie schlicht weiß. Der Altar wurde von der Wand abgerückt und der Tabernakel vom Altar genommen und seitlich aufgestellt, so dass jetzt die Heilige Messe zum Volk hin zelebriert werden kann. 1976 erhielt die Kirche den Tabernakel der alten Canisiuskirche.

### Glockenturm
Auf dem steilen Satteldach befindet sich ein quadratischer, risalitartig vorgezogener holzverschalter Dachturm mit Pyramidendach sowie Turmkugel. In seiner Glockenstube hängt eine Bronzeglocke, die 1936 in der  Glockengießerei von Franz August und Otto Wolfgang Schilling gegossen wurde. Sie wiegt 750 kg bei einem Durchmesser von 124 cm und einer Höhe von 96 cm und hat den Schlagton as. Ihre Inschrift lautet „REX GLORIAE, REX CHRISTE, REGNI CUM PACE“.